# TGV Sud-Est
Der TGV Sud-Est, auch TGV PSE (für Paris – Sud-Est) oder TGV SE, war die erste Generation der TGV-Hochgeschwindigkeitstriebzüge der SNCF. Charakteristisch ist die orangefarbene Lackierung. Sie wurden vor allem auf der Hochgeschwindigkeitsstrecke Paris–Lyon (LGV Sud-Est) eingesetzt, die auch namensgebend für den Zug war.
Die ersten Züge wurden ab 1978 gebaut und nach umfangreichen Erprobungen 1980 dem kommerziellen Betrieb übergeben, insbesondere zur Eröffnung der ersten französischen Schnellfahrstrecke LGV Sud-Est. Eine Dreisystem-Variante wurde für den grenzüberschreitenden Verkehr mit der Schweiz beschafft, welche ab 2012 abgestellt wurde. Darüber hinaus gab es die beiden französischen Stromsysteme unterstützende Zweisystem-Fahrzeuge, die ab 2012 sukzessive bis 2021 ausgemustert wurden.

## Geschichte
In einem technischen Dokument aus dem Jahre 1975 wurde auch eine „gemischte Variante“, abgeleitet vom Prototypen TGV 001, erwähnt, die mittels eines Verbrennungsmotorantriebs die Bedienung nicht elektrifizierter Strecken ermöglichen sollte. Dieses Fahrzeug wurde jedoch nie gebaut.
Die ersten Triebzüge wurden 1978 gebaut. Diese Einheiten mit den Nummern 01 und 02 trugen die Namen „Patrick“ und „Sophie“ und wurden zwei Jahre lang in der elsässischen Ebene zwischen Straßburg und Colmar bei 260 km/h und unter der Fahrleitungsspannung von 25 kV mit 50 Hz erprobt. Dies entsprach den Betriebsbedingungen der noch nicht fertiggestellten LGV Sud-Est. Anschließend wurden auch unter dem im Süden Frankreich verbreiteten Stromsystem von 1,5 kV Gleichspannung Versuche durchgeführt. Diese fanden zwischen Les Aubrais und Vierzon oder auch auf der Steilrampe Rampe de Capvern (deren Steigung von 33 ‰ etwa der der LGV Sud-Est entsprach) statt.
Der Triebzug 16 erreichte am 26. Februar 1981 eine Rekordgeschwindigkeit von 380 km/h. Ab 1980 wurden die Züge dann auf der Strecke Paris–Lyon in Betrieb genommen. Am 27. September 1981 wurde sie nach Einweihung durch den damaligen Präsidenten François Mitterrand dem kommerziellen Betrieb übergeben, womit das Zeitalter des Hochgeschwindigkeitsverkehrs in Frankreich begann.
Ursprünglich waren die Züge im kommerziellen Betrieb auf zunächst 260 km/h, ab dem Jahr 1982 auf 270 km/h begrenzt. Durch Modifikationen an den Fahrzeugen (Austausch der Drehgestelle, geänderte Übersetzung sowie verbesserte Kühlung der Transformatoren) können die Züge nun 300 km/h erreichen, die Dreisystem-Züge der Lyria-Flotte blieben auf 270 km/h begrenzt.
Bei Inbetriebnahme hatten die PSE-Züge eine markante orangefarbene Lackierung. Im Juli 2001 wurde der letzte Triebzug 84 im SNCF-Werk Bischheim neulackiert, wobei die Züge wie die anderen Fahrzeuge der TGV-Serie zu dieser Zeit eine silbrig-metallische Lackierung mit blauem Zierstreifen („Livrée Atlantique“) erhielten.

Die Originallackierung:
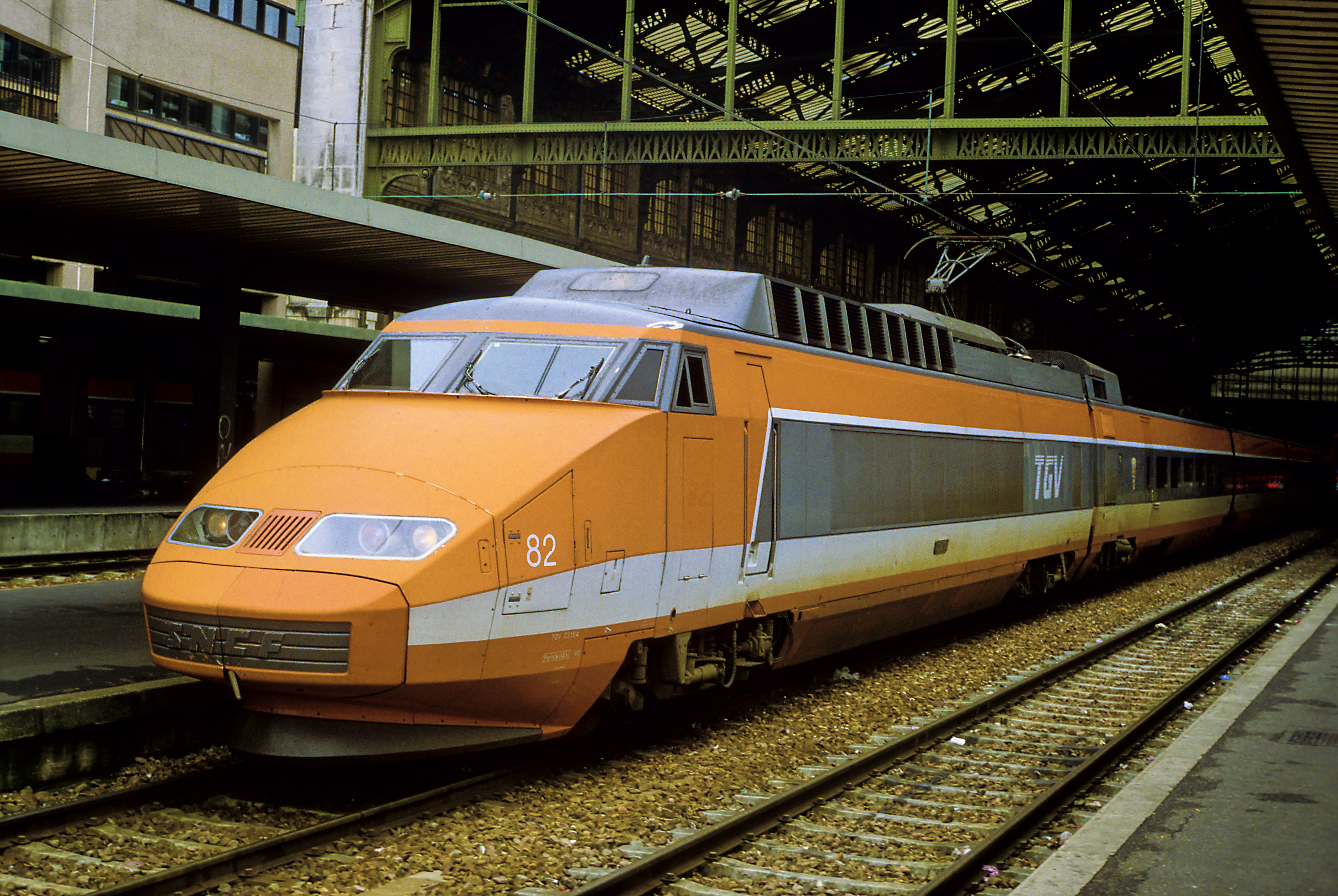
TGV Sud-Est in Paris-Gare-de-Lyon, Oktober 1992
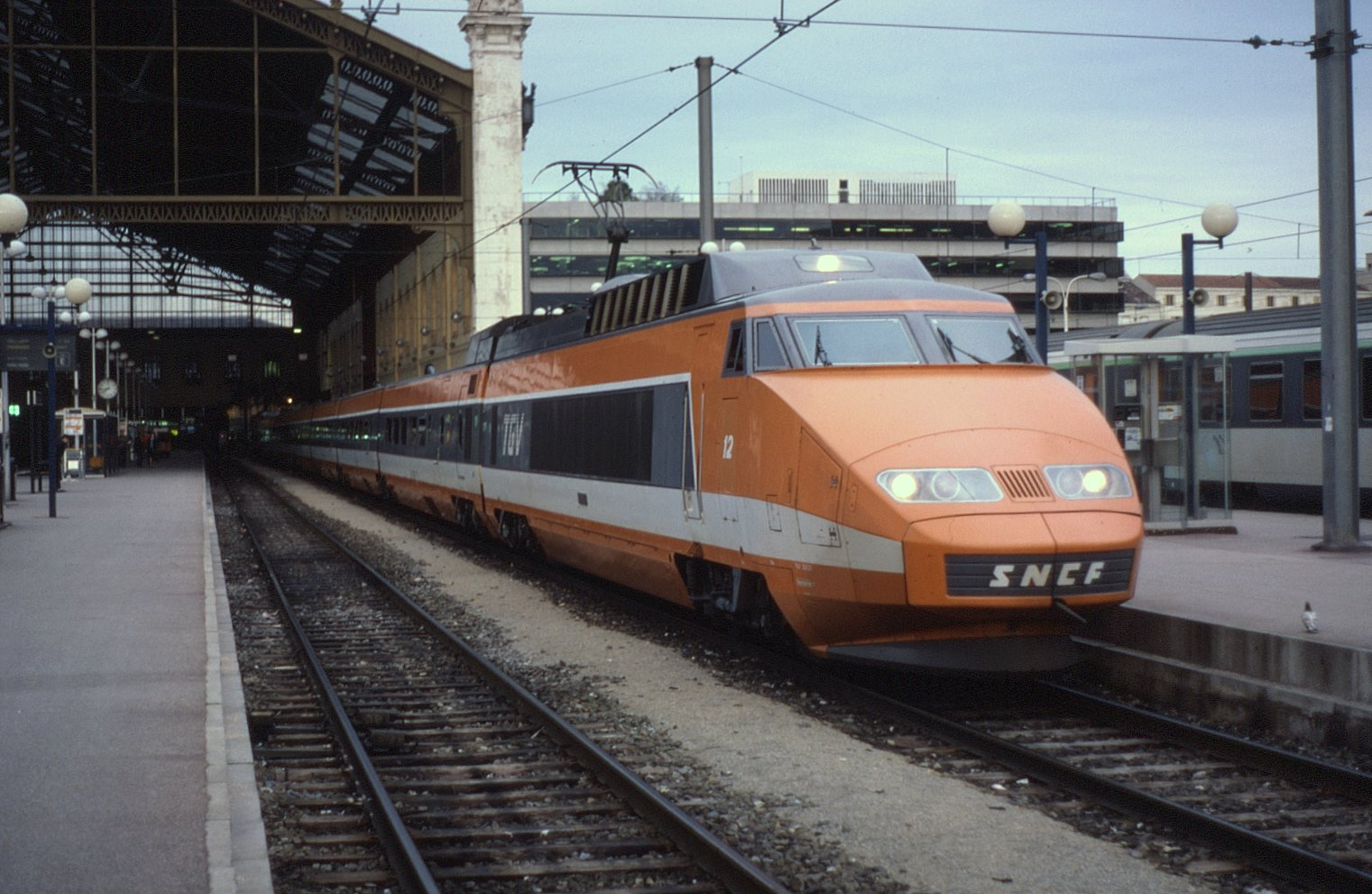
Triebkopf mit SNCF-Emblem an der Spitze in Marseille, 7. April 1987

Ab dem Zeitraum 2002–2004 wurde ein Teil der Zweisystemzüge auch auf der LGV Nord eingesetzt, wo sie die Zweisystem-Réseau-Triebzüge ersetzten (welche auf der LGV Est européenne benötigt wurden). Dies sollte, auch aufgrund zahlreicher Ausmusterungen und diverser Änderungen im TGV-Fuhrpark, schließlich ihr Haupteinsatzort werden. Die PSE-Züge wurden auf der LGV Méditerranée durch TGV-Duplex-Züge ersetzt, welche bei gleicher Länge ca. 40 % mehr Kapazität aufweisen.
Im Jahr 2011 waren die meisten Züge mindestens 30 Jahre alt. Einige Züge wurden noch mit dem aktuellen „Carmillon“-Design ausgestattet, viele wurden aber auch seit 2012 sukzessive ausgemustert und verschrottet. Einzelexemplare werden im Eisenbahnmuseum Mülhausen erhalten und ausgestellt. Die Zweisystem-Triebzüge wurden mit Duplex-Einheiten ersetzt, die Dreisystem-Variante mit POS- und Euroduplex-Zügen.
2012 erwog die SNCF, einzelne PSE-Züge auf Intercity-Verbindungen einzusetzen, um die Corail-Wagen zu ersetzen. 2013 entschied sie sich, neue Züge vom Typ Coradia Liner zu bestellen.
Seit dem Fahrplanwechsel am 14. Dezember 2014 fahren die TGV Sud-Est bis auf wenige Ausnahmen nicht mehr auf Strecken von Paris nach Süd- und Ostfrankreich; diese Strecken werden nunmehr mit TGV Duplex-Triebzügen bedient.
Die verbliebenen Sud-Est-Züge sollten zunächst bis 2023 abgestellt werden, bis ein neuer TGV-Typ in Betrieb genommen wird. Allerdings wurden alle übrigen Einheiten schon im Dezember 2019 ausgemustert und durch Duplex- und POS-Einheiten ersetzt. Der TGV Sud-Est 01 absolvierte Anfang 2020 eine Abschiedstournee; hierfür wurde er mit allen drei verwendeten Farbvarianten dekoriert.

Lackierungsvarianten:
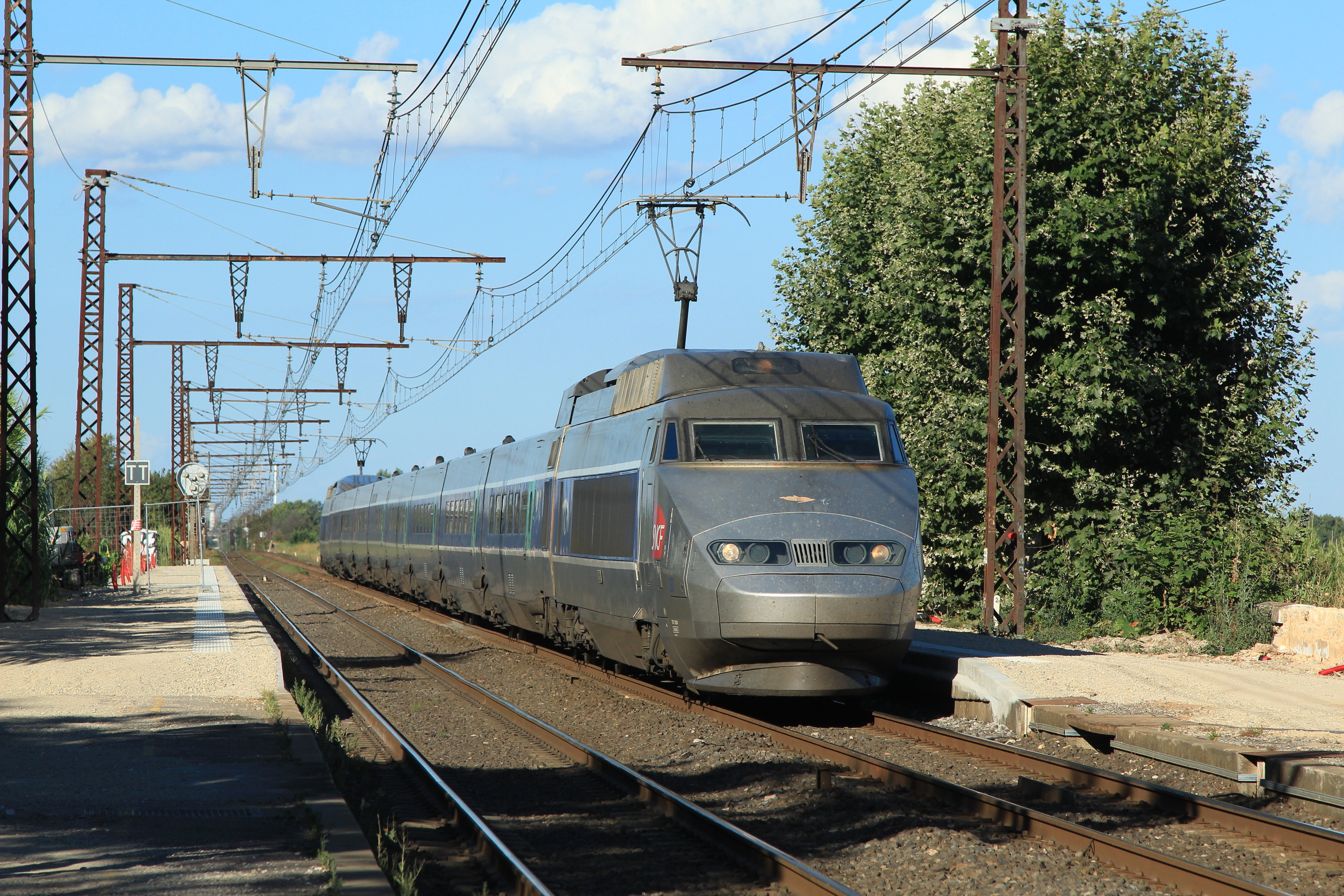
TGV Sud-Est 37 in der Lackierung „Atlantique“ bei der Durchfahrt durch den Bahnhof Baillargues, 2013
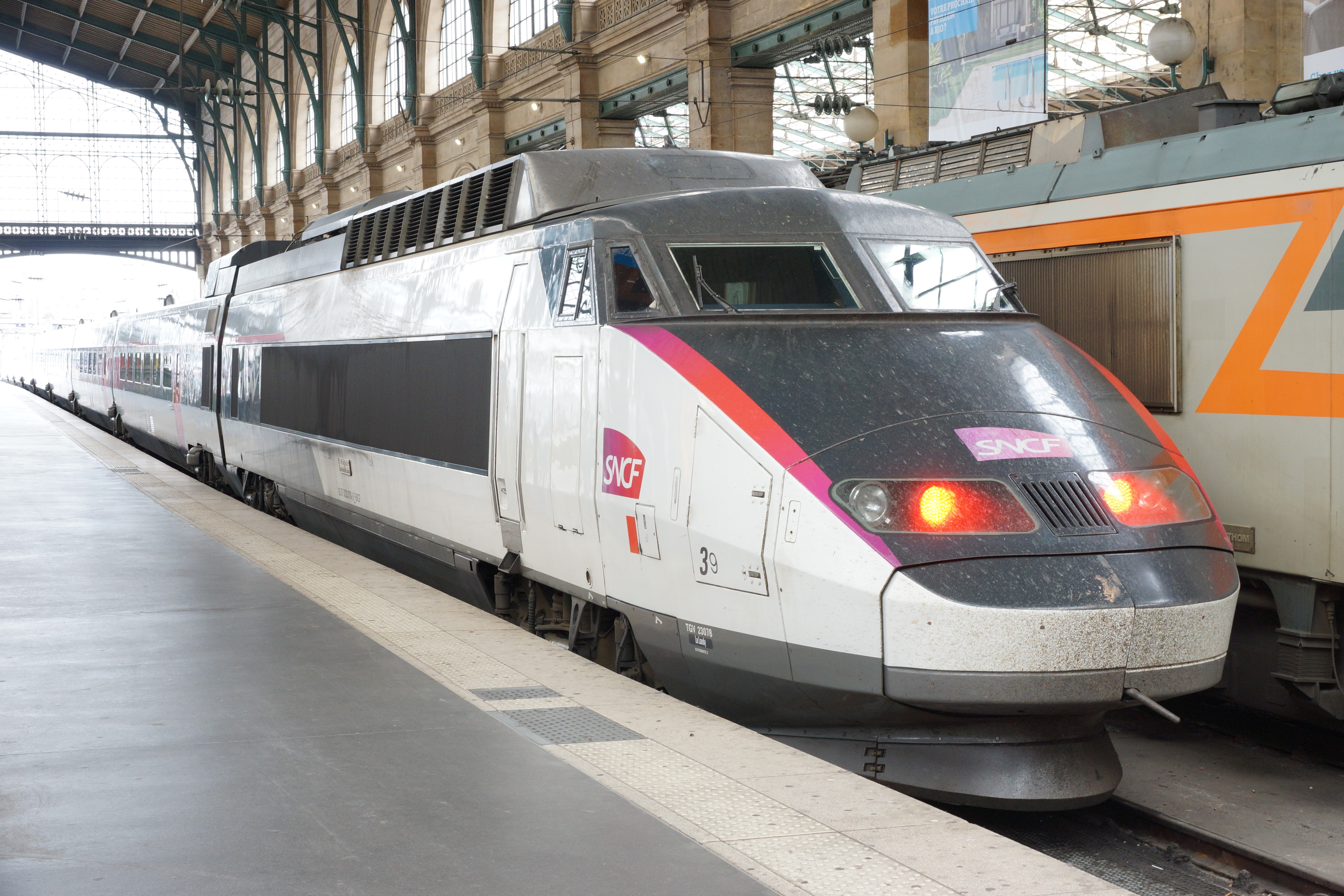
TGV Sud-Est 39 in der Farbgebung „Carmillon“ im Bahnhof Paris-Nord, 2014
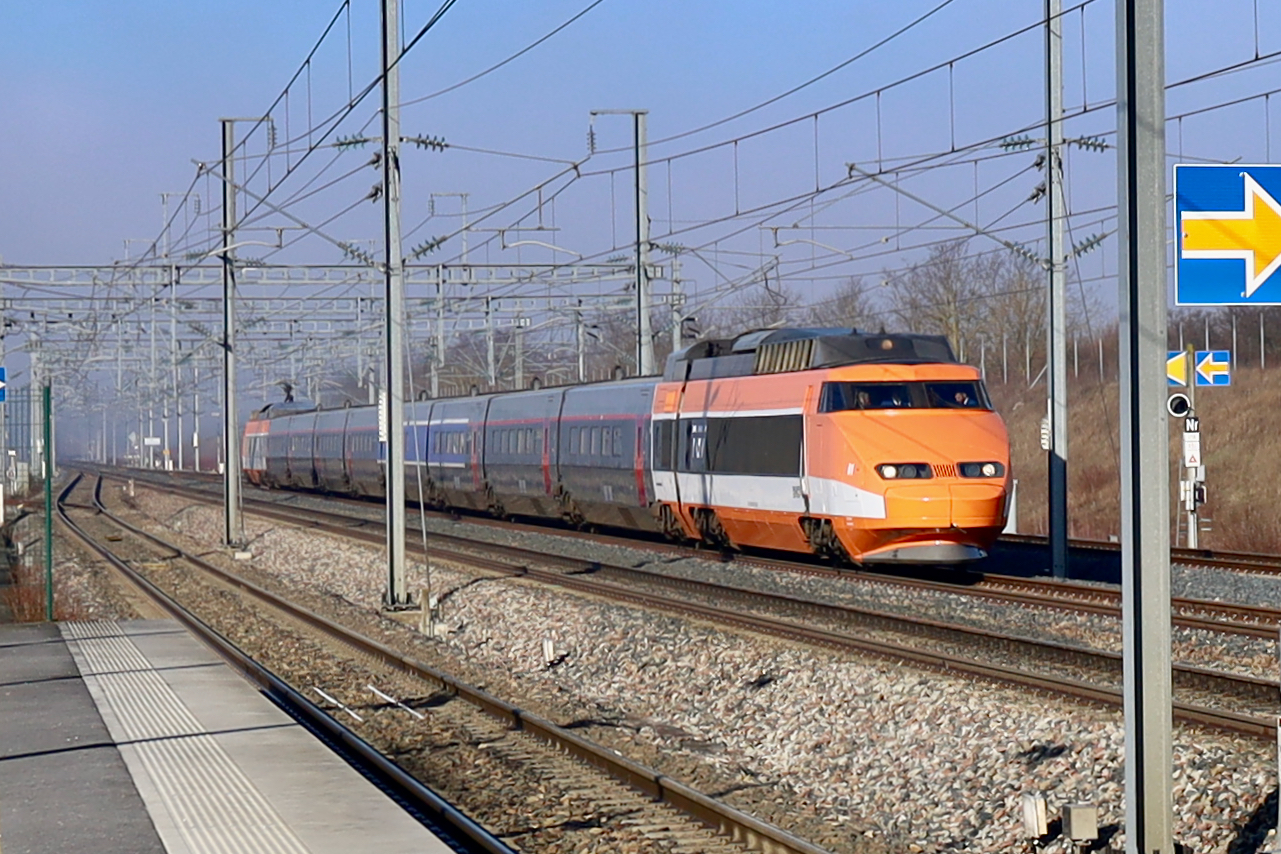
Dreifarbiger TGV Sud-Est 01 auf Abschiedstournee im Bahnhof Champagne Ardenne, 2020

## Technik

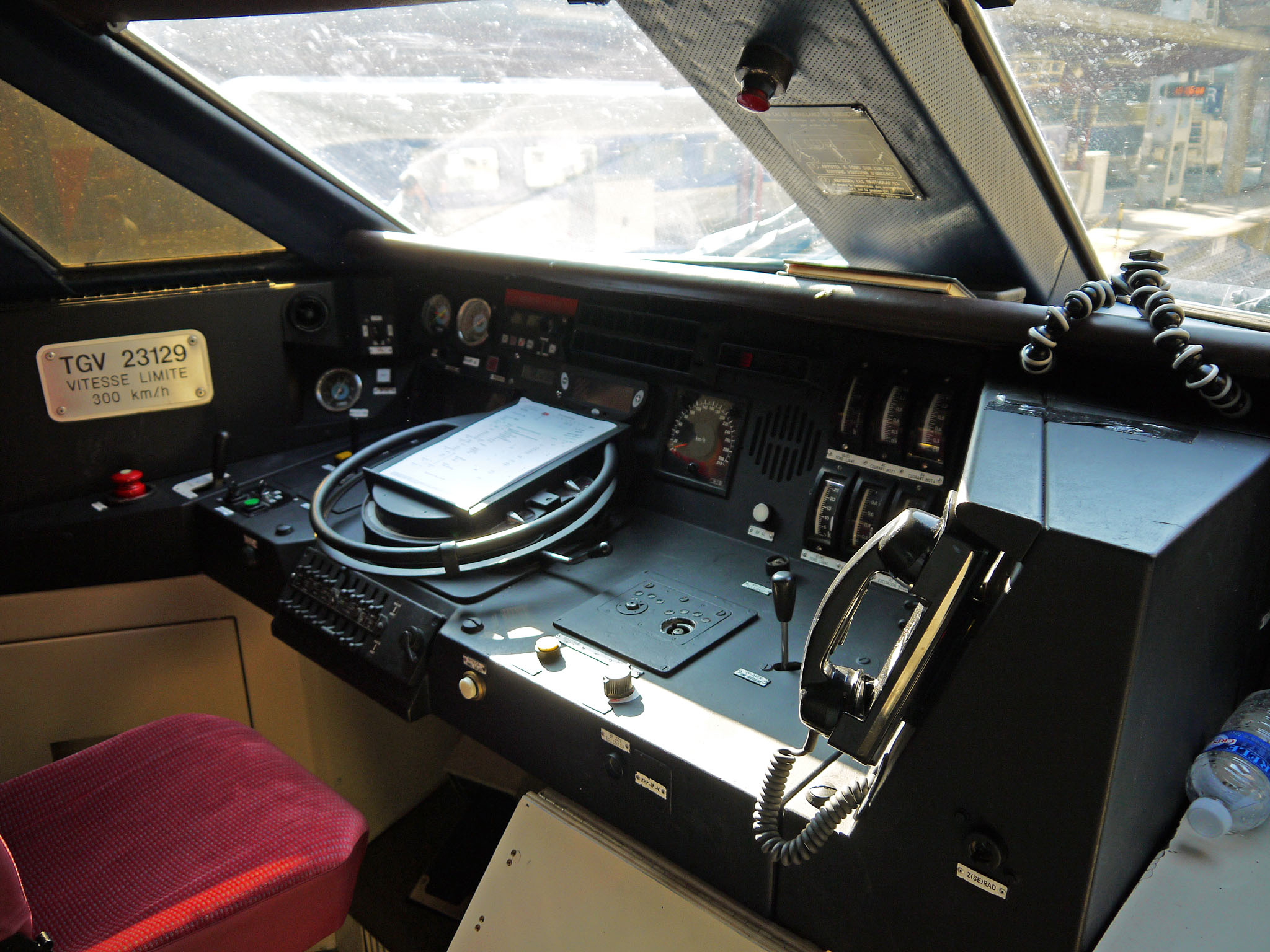
Führerstand des Triebkopfs 23129 (Zug 65)

Die TGV Sud-Est lassen sich nach ihrer Einsetzbarkeit unter unterschiedlichen Fahrleitungsspannungen in zwei Kategorien einteilen:
- Die Zweisystemeinheiten (franz. „bicourant“), sie sind unter beiden in Frankreich üblichen Stromsystemen 1,5 kV Gleichspannung und 25 kV Wechselspannung mit 50 Hz einsetzbar. Diese Züge trugen die Nummern 1–37, 39–87, 89–98 und 100–102.
- Die Dreisystemeinheiten (franz. „tricourant“) unterstützen zusätzlich 15 kV mit 16 2⁄3 Hz Wechselspannung (bzw. ab 1995 16,7 Hz), dies war für den Verkehr mit der Schweiz nötig. Diese Einheiten waren mit 110–118 nummeriert. Wegen der Eisenquerschnitte der auf 50 Hz ausgelegten Haupttransformatoren war die Antriebsleistung mit der Fahrleitungsspannung von 15 kV wegen der geringeren Frequenz kleiner aus mit 25 kV.

Die TGV Sud-Est sind im Betrieb nur mit typgleichen oder den (technisch daraus abgeleiteten) TGV postal kuppel- und vielfachsteuerbar, wobei von letzterer Bauart 2015 alle Exemplare abgestellt wurden. An den Führerstandsenden der Triebköpfe gibt es dafür abdeckbare Scharfenbergkupplungen mit seitlichen Kontraktaufsätzen. Die Triebköpfe sind mit dem Wagenzug mit Schraubenkupplung und Seitenpuffern verbunden.
Die Triebzüge 33 bis 38 waren ursprünglich als reine 1.-Klasse-Züge mit 287 Plätzen eingerichtet.
Die Außenfenster der Züge sind mit einem Doppel-Isolierglas versehen, die Frontscheiben der Triebköpfe können dem Einschlag einer 300 g schweren Flasche bei Schallgeschwindigkeit standhalten.
Neu war auch die Verwendung von Jakobs-Drehgestellen im Triebzug. Durch den größeren Abstand der lärm- und vibrationsträchtigen Drehgestelle zum Fahrgastraum erhoffte man sich einen größeren Fahrkomfort.
Wegen des Einbauraumes und der erforderlichen Leistung bei Nutzung von Gleichstromfahrmotoren sind die Enddrehgestelle der Wagenzüge ebenfalls Triebdrehgestelle, sie gehören zur Traktionsausrüstung des jeweiligen Triebkopfes.    